# Resurrection Bay
Resurrection Bay, també conegut com a Blying Sound, i Harding Gateway als seus límits exteriors, és un fiord a la península de Kenai a Alaska, Estats Units. El seu assentament principal és Seward, situat a la capçalera de la badia. La badia va rebre el seu nom d'Alexandr Baranov, que es va veure obligat a retirar-se a la badia durant una forta tempesta al golf d'Alaska. Quan es va assentar la tempesta era diumenge de Pasqua, de manera que la badia i el proper riu Resurrection van rebre el seu nom en honor a ella. Harding Gateway fa referència al pas entre les illes Rugged i Cheval.
Resurrection Bay és la ubicació de Caines Head, al cim del qual Fort McGilvray es troba 650 peus (200 metres) sobre el nivell del mar. Aquesta fortificació va ser construïda per les Forces Armades dels Estats Units per defensar-se d'una possible invasió de l'Exèrcit Imperial Japonès durant la Segona Guerra Mundial. La badia roman lliure de gel fins i tot a l'hivern, la qual cosa la fa fàcilment navegable.
S'anomena "porta d'entrada als fiords de Kenai", ja que molts taxis aquàtics, excursions en caiac, pescadors i navegants recreatius utilitzen la badia per accedir al proper parc nacional dels fiords de Kenai.

## Geografia
Resurrection Bay té una profunditat màxima de 972 peus (296 m), prop de la costa a Caines Head. Conté moltes cales profundes, sobretot les cales Thumb, Humpy, Bulldog, Pony i Derby. A l'oest Resurrection Bay limita amb la península d'Aialik i la badia adjacent d'Aialik . A l'est, la badia està limitada per la península Resurrection i Day Harbour.

## Parcs
Hi ha diversos parcs situats a la badia i als voltants. S'hi accedeix principalment al Parc Nacional dels Fiords de Kenai amb vaixell des de Seward. L'àrea recreativa estatal de Caines Head és aquí. Molts el visiten amb vaixell, però hi ha un sender des del Lowell Point State Recreation Site, un 19-acre (7.7 ha) aparcament amb accés a la platja i aparcament al començament del camí. Parts del camí entre els dos parcs només són accessibles amb la marea baixa, per la qual cosa els visitants han de planificar en conseqüència. El parc marí estatal de Sandspit Point té una 1,135-acre (459 ha) parc no urbanitzat, popular entre els caiaquistes, amb càmping de platja i marea. El parc marí estatal de Sunny Cove té una 960-acre (390 ha) aparcar a Fox Island. També està poc urbanitzat i no té font d'aigua dolça. El parc consta d'una zona de platja utilitzada per acampar i desembarcar embarcacions petites, i penya-segats escarpats i rocosos. Thumb Cove State Marine Park és un dels pocs parcs desenvolupats de la zona, que inclou boies d'amarratge a la mar per a embarcacions petites, càmping a la platja i dues cabanes d'ús públic. Els visitants poden veure la glacera Porcupine, la glacera Spoon i la glacera Prospect des del parc.

## Galeria

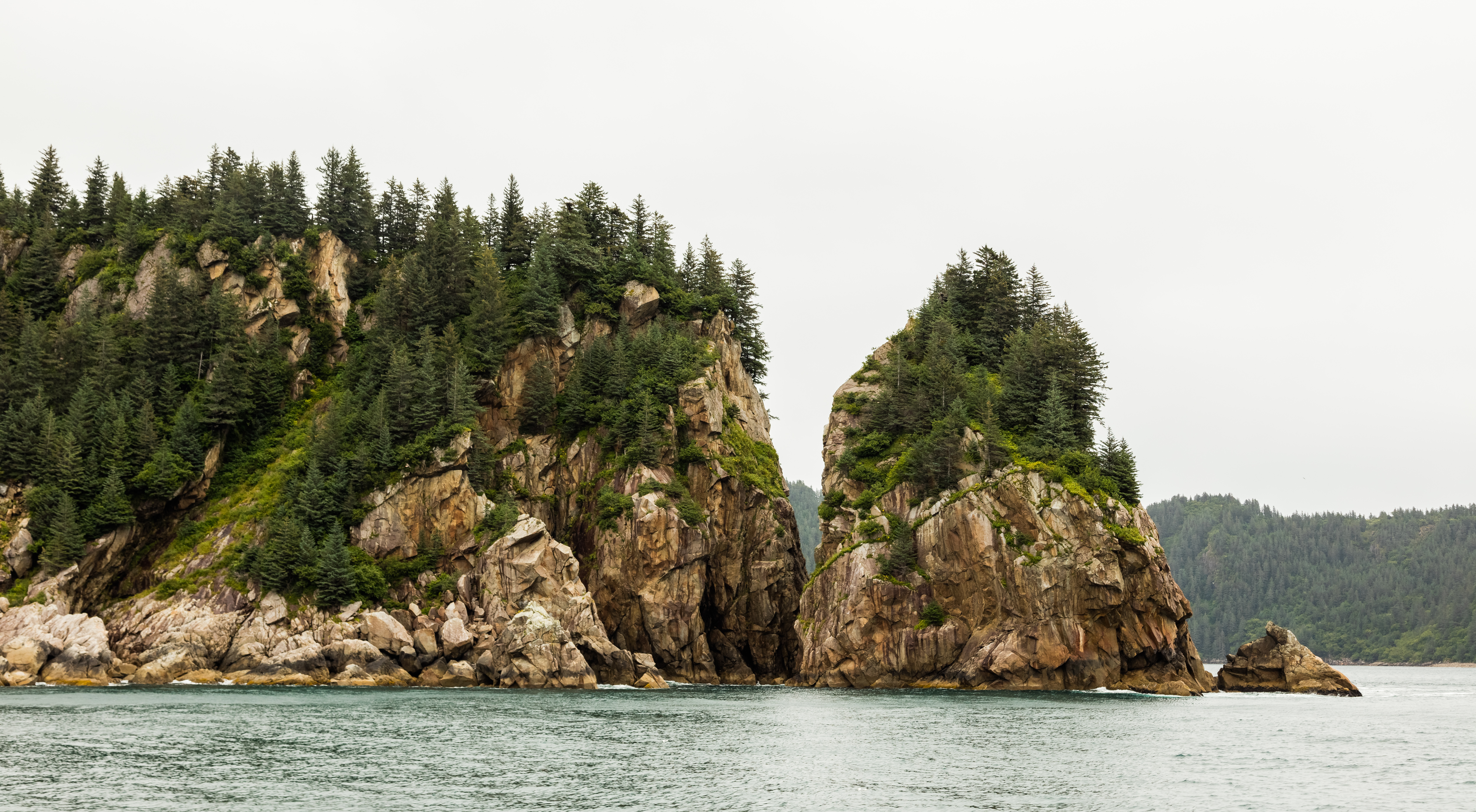
Illots de la badia.
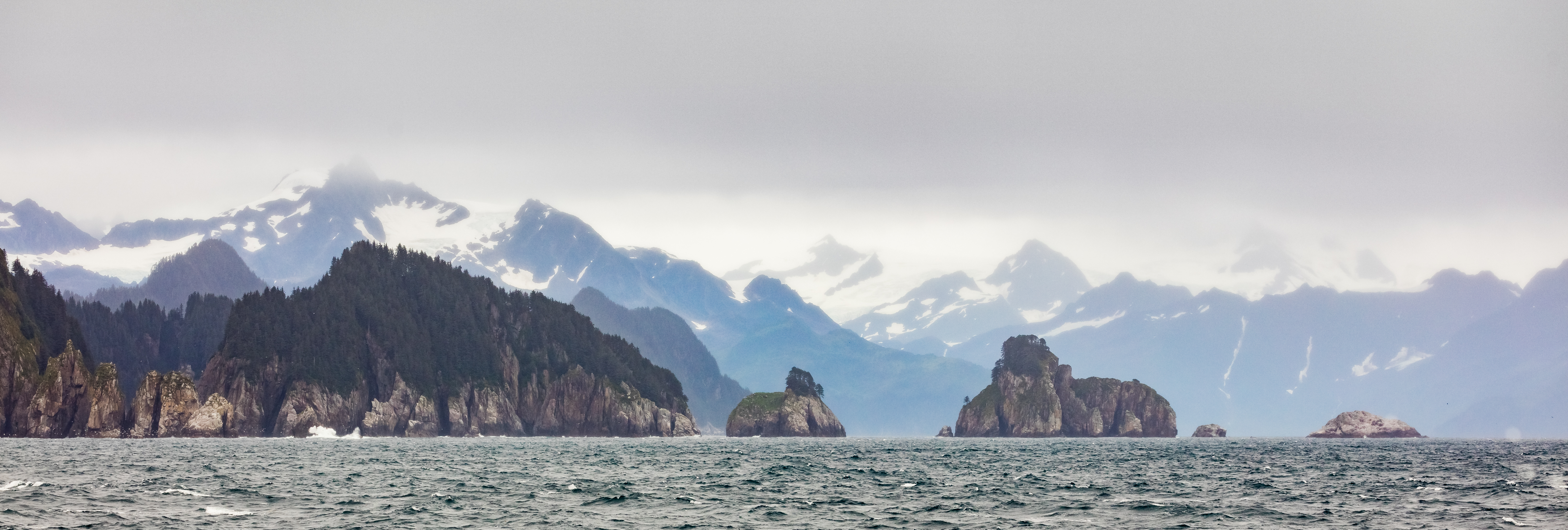
Illots de la badia.
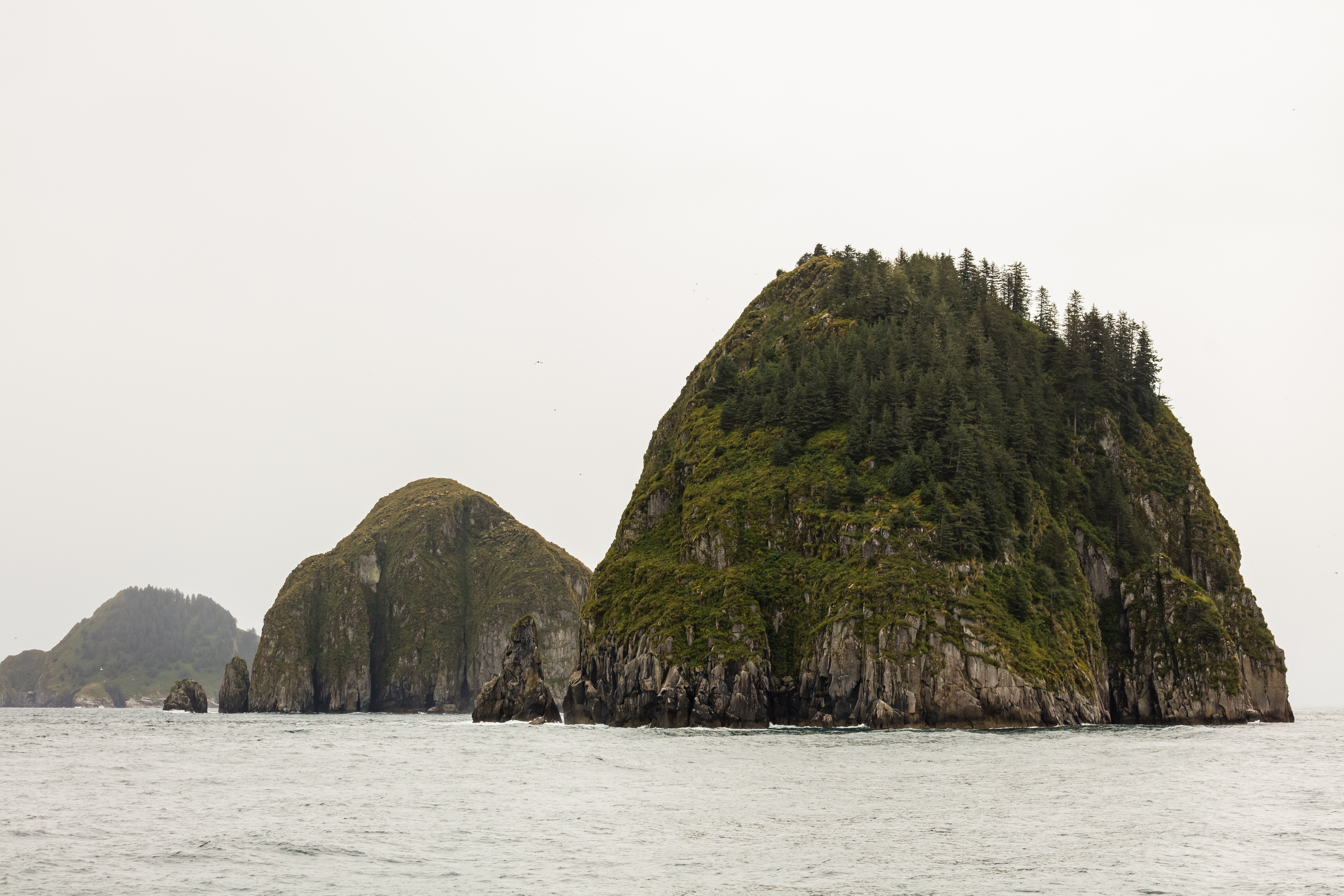
Illots de la badia.
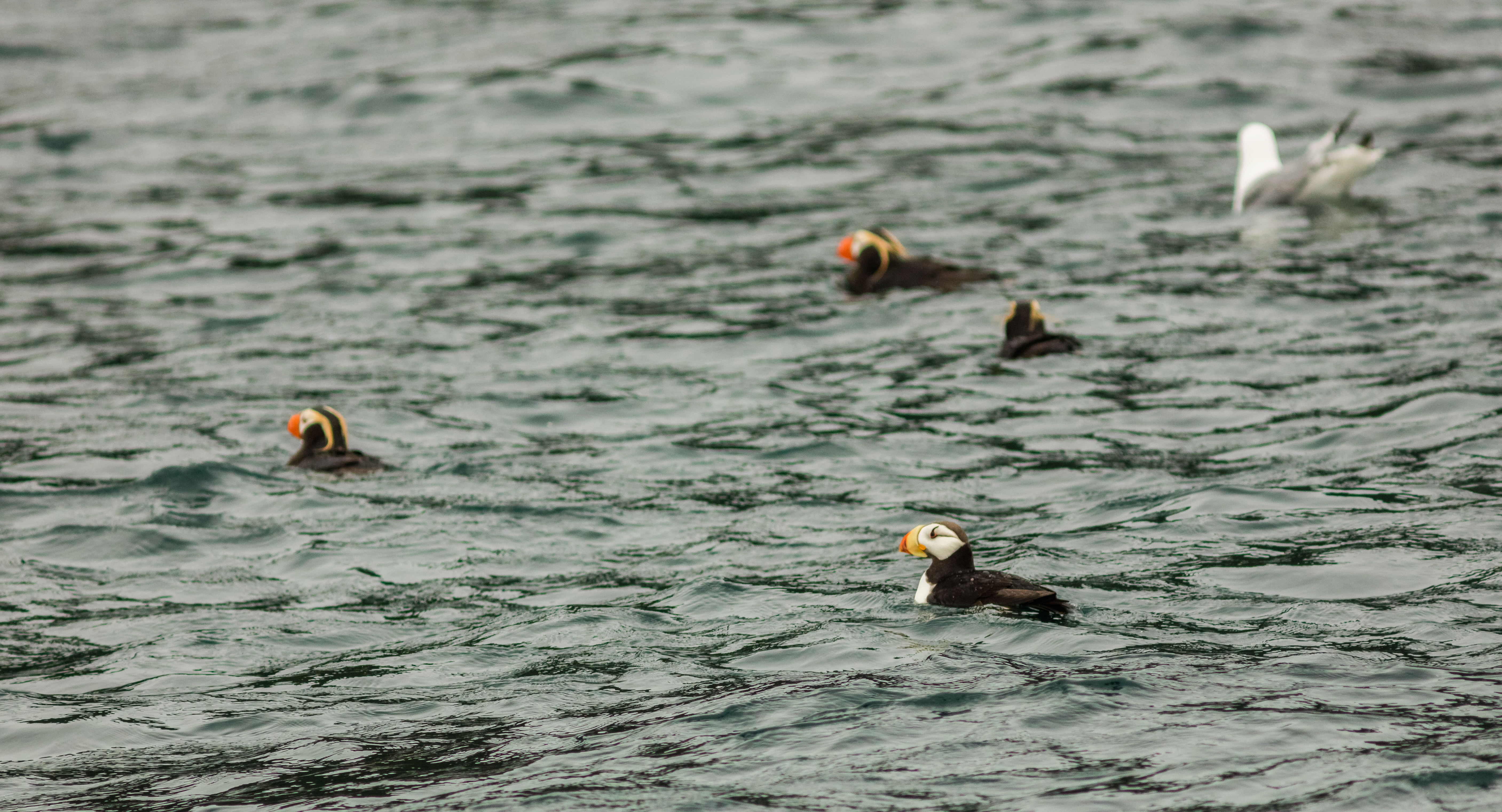
Frares (Fratercula) flotant a Resurrection Bay.
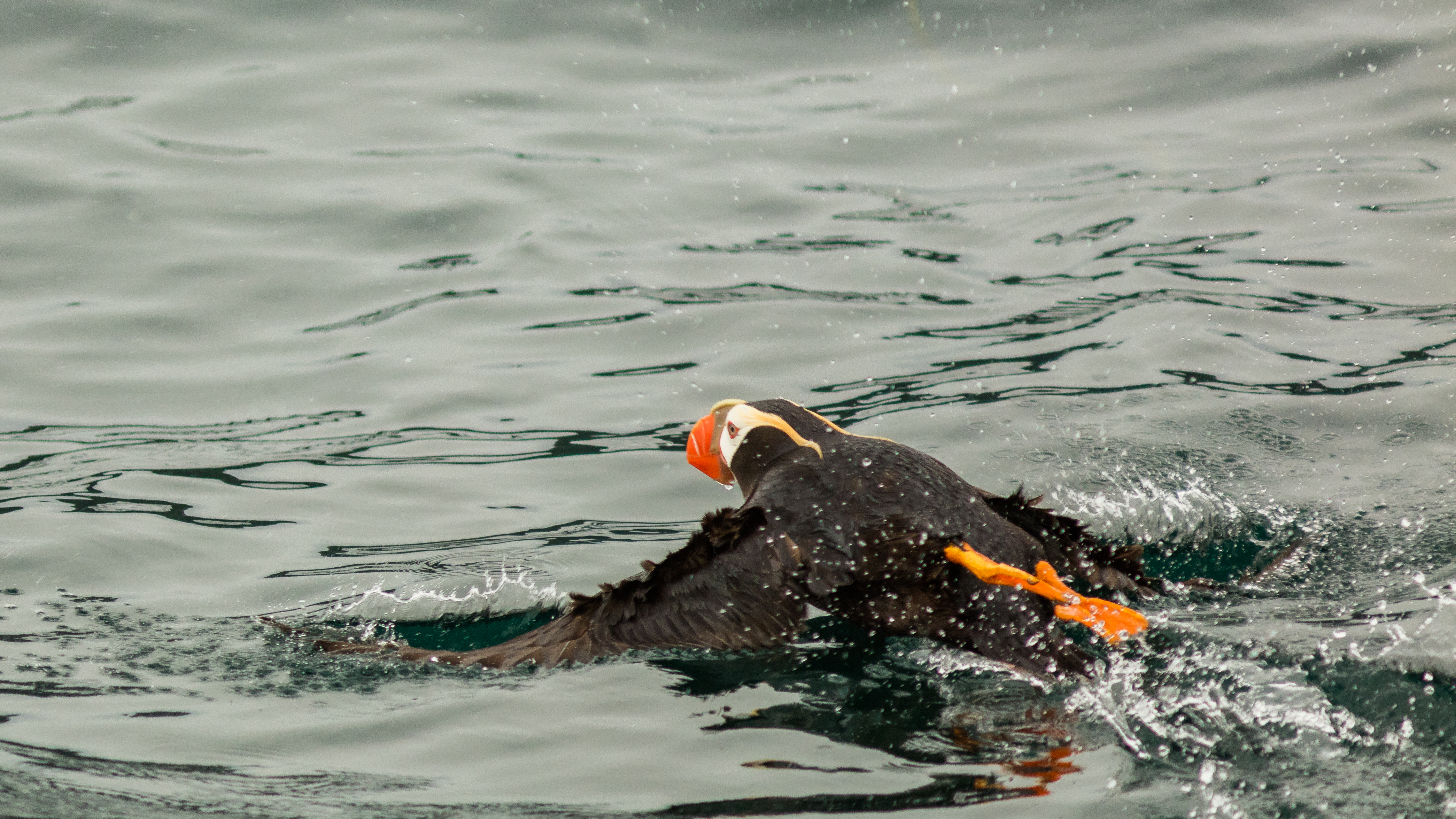
Detall d'un frare (Fratercula cirrhata) a la badia.
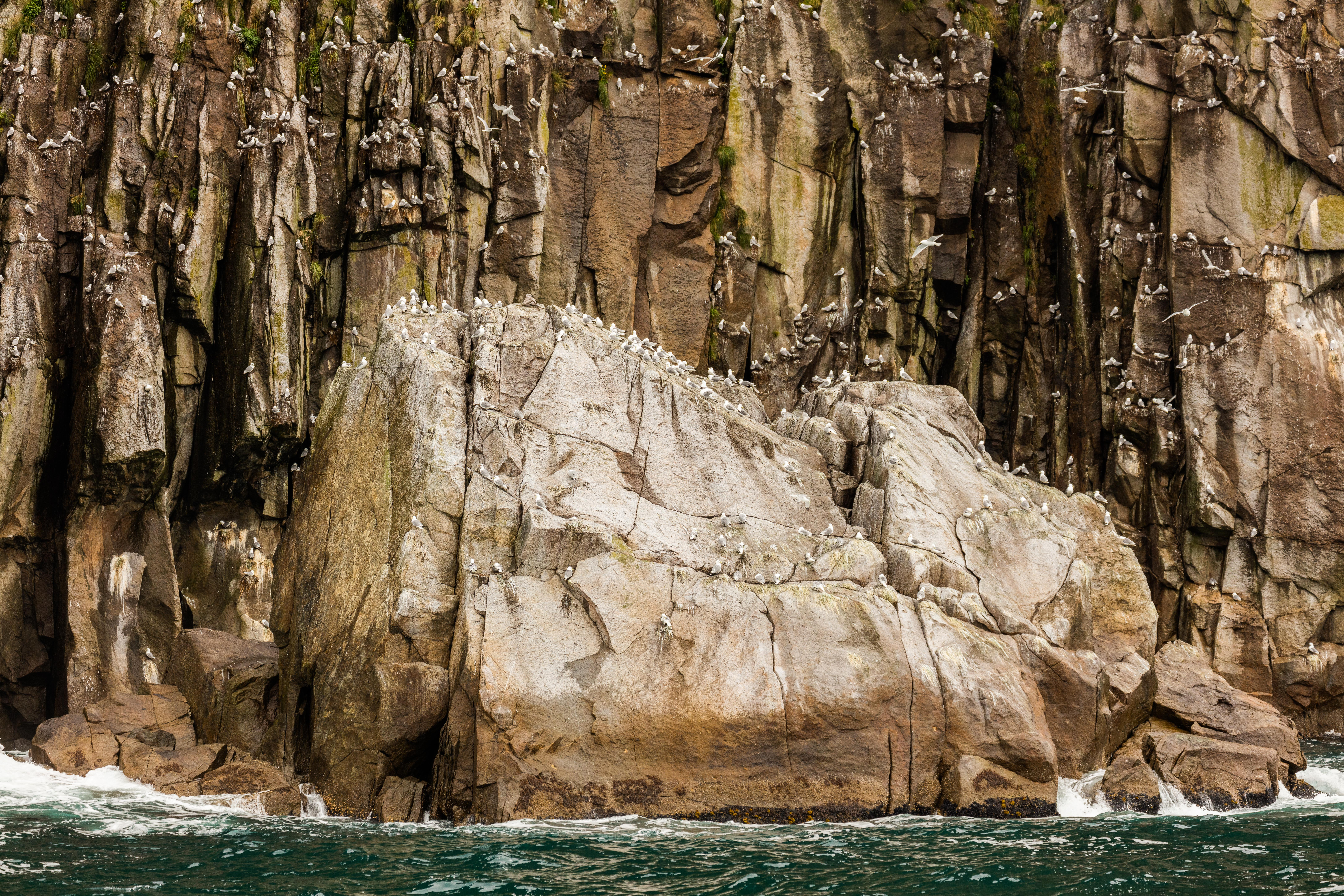
Gavines tridàctils (Rissa tridactyla), Resurrection Bay.
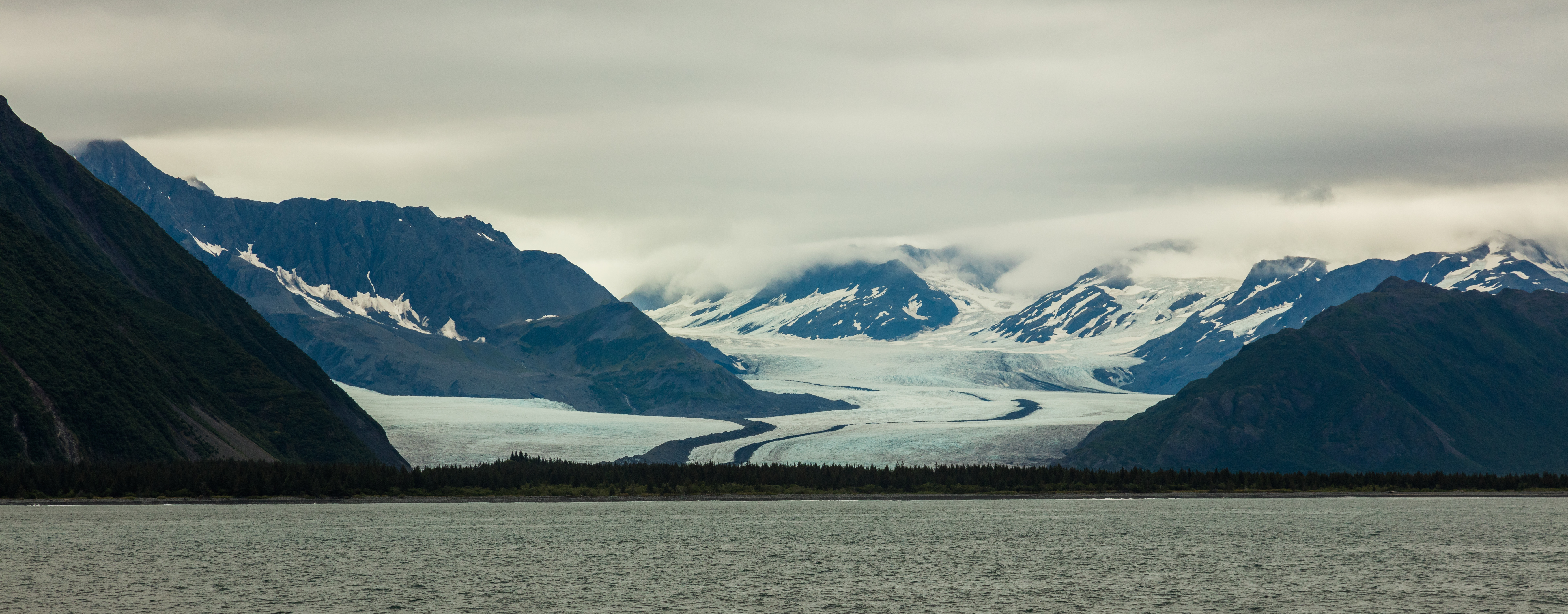
Glaciar de l'Ós, Resurrection Bay.
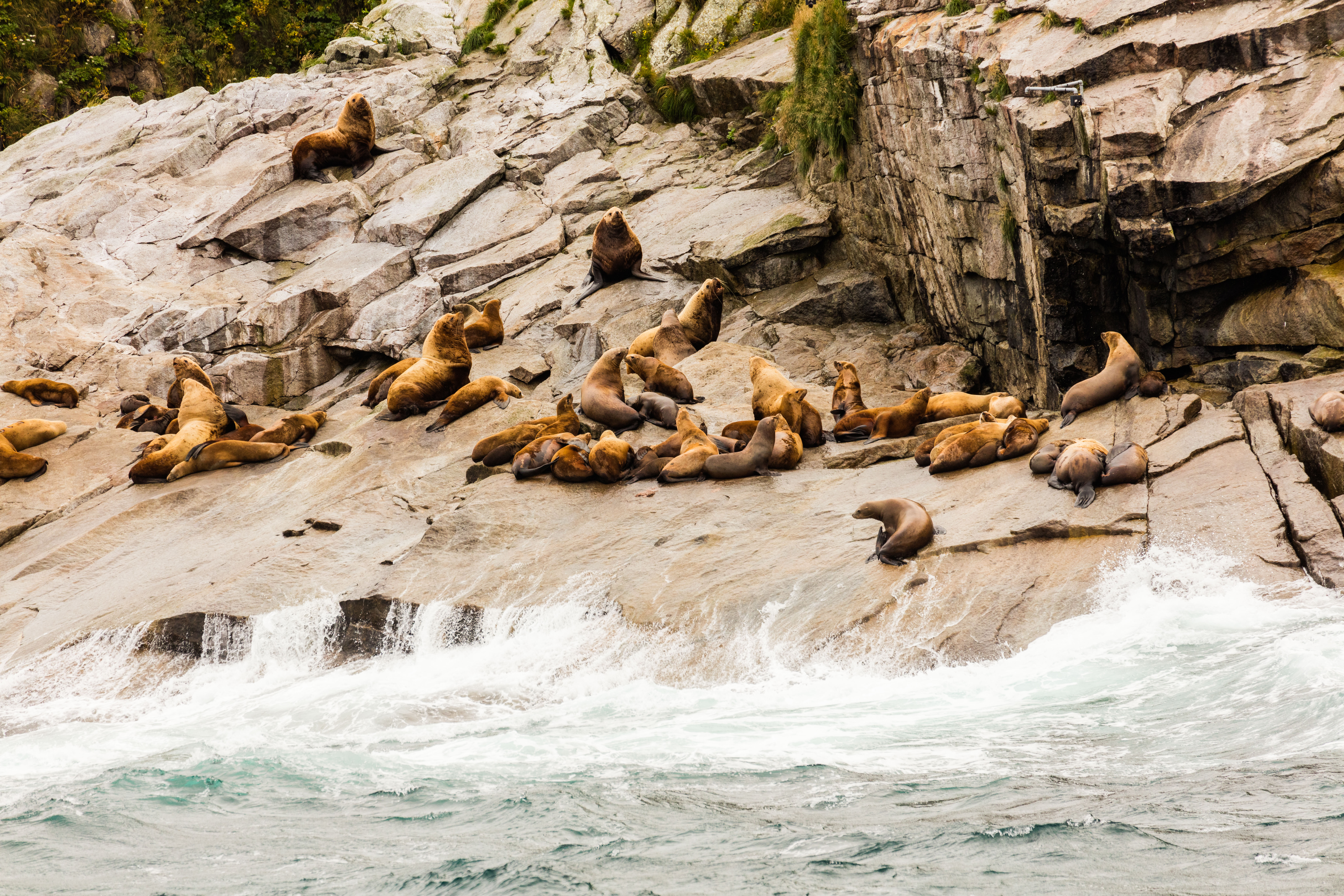
Lleons marins de Steller (Eumetopias jubatus), Resurrection Bay.
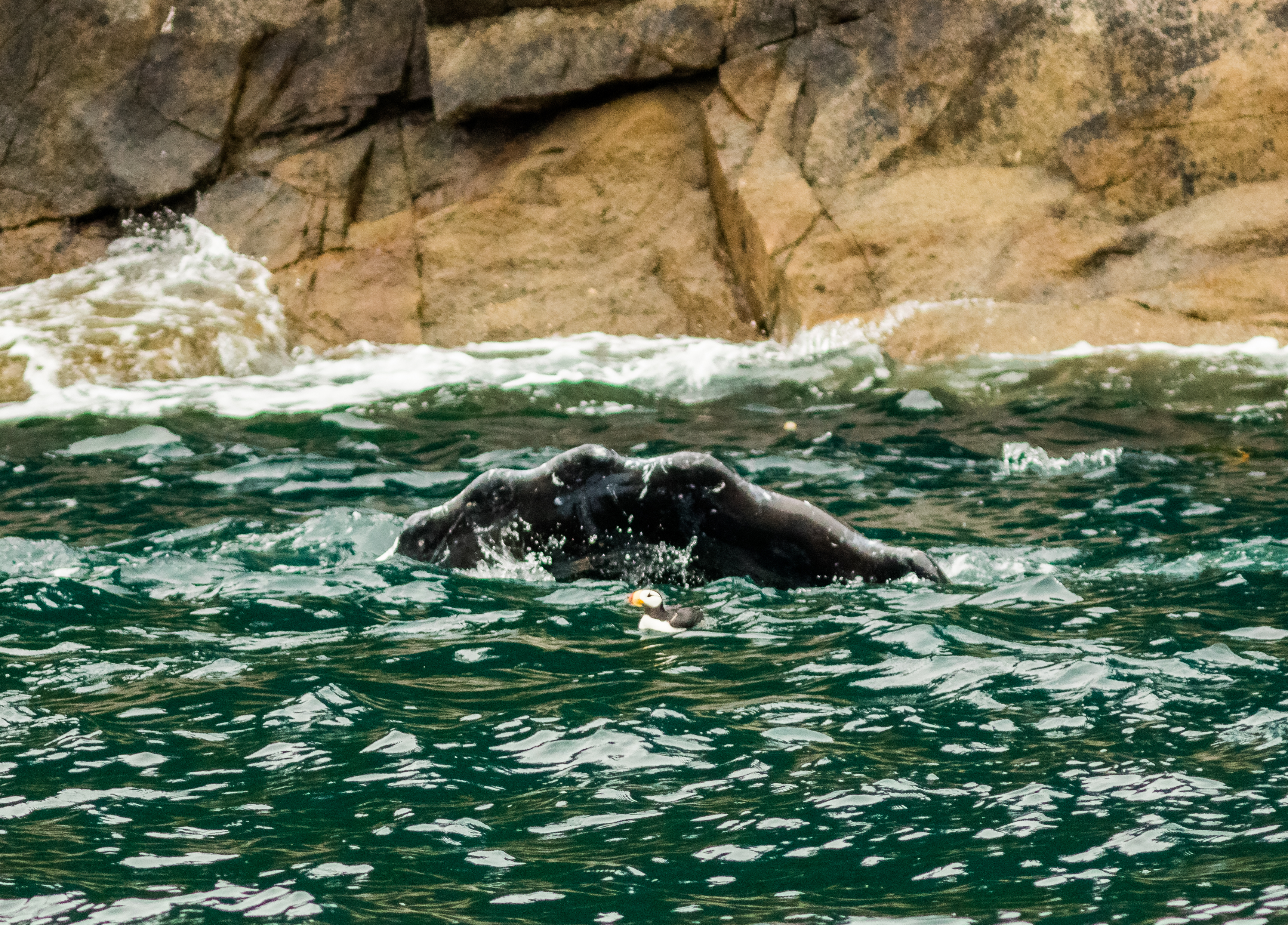
Rorqual comú (Balaenoptera physalus), Resurrection Bay.